# 770'erne
Århundreder: 7. århundrede – 8. århundrede – 9. århundrede
Årtier: 720'erne 730'erne 740'erne 750'erne 760'erne – 770'erne – 780'erne 790'erne 800'erne 810'erne 820'erne
År: 770 771 772 773 774 775 776 777 778 779